# Lista okrętów wojny minowej United States Navy
To lista okrętów wojny minowej wchodzących w skład United States Navy

## Krążowniki minowe
- USS „Baltimore” (CM 1)
- USS „Tahoe” (CM 2)
- USS „Aroostook” (CM 3)
- USS „Shawmut” (CM 4)
- USS „Terror” (CM 5)
- USS „Miantonomah” (CM 10)
- USS „Shawmut” (CM 11)
- USS „Weehawken” (CM 12)

- USS „Wassuc” (CMC 3)
- USS „Monadnock” (CMC 4)
- USS „Miantonomah” (CMC 5)

## Trałowce pomocnicze
- USS „Chimo” (ACM-1)
- USS „Planter” (ACM-2)
- USS „Barricade” (ACM-3)
- USS „Buttress” (ACM-4)
- USS „Barbicon” (ACM-5)
- USS „Bastion” (ACM-6)
- USS „Obstructor” (ACM-7)
- USS „Picket” (ACM-8)
- USS „Trapper” (ACM-9)
- USS „Monadnock” (ACM-10)
- USS „Camanche” (ACM-11)
- USS „Canonicus” (ACM-12)
- USS „Miantonomah” (ACM-13)
- USS „Monadnock” (ACM-14)
- USS „Nausett” (ACM-15)
- USS „Puritan” (ACM-16)
- USS "Pelican" (ACM-27)

## Okręty zwalczania min
- USS „Avenger” (MCM-1)
- USS „Defender” (MCM-2)
- USS „Sentry” (MCM-3)
- USS „Champion” (MCM-4)
- USS „Guardian” (MCM-5)
- USS „Devastator” (MCM-6)
- USS „Patriot” (MCM-7)
- USS „Scout” (MCM-8)
- USS „Pioneer” (MCM-9)
- USS „Warrior” (MCM-10)
- USS „Gladiator” (MCM-11)
- USS „Ardent” (MCM-12)
- USS „Dextrous” (MCM-13)
- USS „Chief” (MCM-14)

## Okręty - lokatory min podwodnych
- USS „Accentor” (AMCU-15)
- USS „Cotinga” (AMCU-22)
- USS „Duntin” (AMCU-23)
- USS „Goldcrest” (AMCU-24)
- USS „Jacamar” (AMCU-25)
- USS „Oriole” (AMCU-33)
- USS „Ortolan” (AMCU-34)
- USS „Owl” (AMCU-35)
- USS „Partridge” (AMCU-36)
- USS „Merganser” (AMCU-47)

## Niszczyciele - stawiacze min
- USS „Stribling” (DM-1)
- USS „Murray” (DM-2)
- USS „Israel” (DM-3)
- USS „Luce” (DM-4)
- USS „Maury” (DM-5)
- USS „Lansdale” (DM-6)
- USS „Mahan” (DM-7)
- USS „Hart” (DM-8)
- USS „Ingraham” (DM-9)
- USS „Ludlow” (DM-10)
- USS „Burns” (DM-11)
- USS „Anthony” (DM-12)
- USS „Sproston” (DM-13)
- USS „Rizal” (DM-14)
- USS „Gamble” (DM-15)
- USS „Ramsay” (DM-16)
- USS „Montgomery” (DM-17)
- USS „Breese” (DM-18)
- USS „Tracy” (DM-19)
- USS „Preble” (DM-20)
- USS „Sicard” (DM-21)
- USS „Pruitt” (DM-22)

- USS „Robert H Smith” (DM-23)
- USS „Thomas E Fraser” (DM-24)
- USS „Shannon” (DM-25)
- USS „Harry F Bauer” (DM-26)
- USS „Adams” (DM-27)
- USS „Tolman” (DM-28)
- USS „Henry A Wiley” (DM-29)
- USS „Shea” (DM-30)
- USS „J William Ditter” (DM-31)
- USS „Lindsey” (DM-32)
- USS „Gwin” (DM-33)

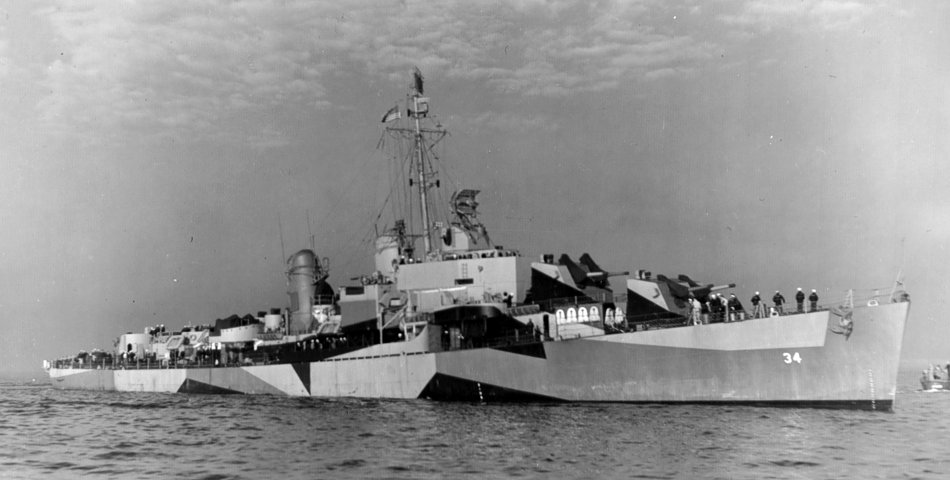
USS „Aaron Ward” (DM-34)

- USS „Aaron Ward” (DM-34) (also DD-773)

## Niszczyciele - trałowce
- USS „Dorsey” (DMS 1)
- USS „Lamberton” (DMS 2)
- USS „Boggs” (DMS 3)
- USS „Elliot” (DMS 4)
- USS „Palmer” (DMS 5)
- USS „Hogan” (DMS 6)
- USS „Howard” (DMS 7)
- USS „Stansbury” (DMS 8)
- USS „Chandler” (DMS 9)
- USS „Southard” (DMS 10)
- USS „Hovey” (DMS 11)
- USS „Long” (DMS 12)
- USS „Hopkins” (DMS 13)
- USS „Zane” (DMS 14)
- USS „Wasmuth” (DMS 15)
- USS „Trever” (DMS 16)
- USS „Perry” (DMS 17)
- USS „Hamilton” (DMS 18)
- USS „Ellyson” (DMS 19)
- USS „Hambleton” (DMS 20)
- USS „Rodman” (DMS 21)
- USS „Emmons” (DMS 22)
- USS „Macomb” (DMS 23)
- USS „Forrest” (DMS 24)
- USS „Fitch” (DMS 25)
- USS „Hobson” (DMS 26)(inne języki)
- USS „Jeffers” (DMS 27)
- USS „Harding” (DMS 28)
- USS „Butler” (DMS 29)
- USS „Gherardi” (DMS 30)
- USS „Mervine” (DMS 31)
- USS „Quick” (DMS 32)
- USS „Carmick” (DMS 33)
- USS „Doyle” (DMS 34)
- USS „Endicott” (DMS 35)
- USS „McCook” (DMS 36)
- USS „Davison” (DMS 37)
- USS „Thompson” (DMS 38)
- USS „Cowie” (DMS 39)
- USS „Knight” (DMS 40)
- USS „Doran” (DMS 41)
- USS „Earle” (DMS 42)
- USS „Hale” (DMS 43) - nie przerobiony na DMS

## Trałowce
- USS „Lapwing” (AM 1)
- USS „Owl” (AM 2)
- USS „Robin” (AM 3)
- USS „Swallow” (AM 4)
- USS „Tanager” (AM 5)
- USS „Cardinal” (AM 6)
- USS „Oriole” (AM 7)
- USS „Curlew” (AM 8)
- USS „Finch” (AM 9)
- USS „Heron” (AM 10)
- USS „Woodcock” (AM 14)
- USS „Quail” (AM 15)
- USS „Partridge” (AM 16)
- USS „Eider” (AM 17)
- USS „Thrush” (AM 18)
- USS „Avocet” (AM 19)
- USS „Bobolink” (AM 20)
- USS „Lark” (AM 21)
- USS „Widgeon” (AM 22)
- USS „Teal” (AM 23)
- USS „Brant” (AM 24)
- USS „Kingfisher” (AM 25)
- USS „Pelican” (AM 27)
- USS „Falcon” (AM 28)
- USS „Osprey” (AM 29)
- USS „Seagull” (AM 30)
- USS „Tern” (AM 31)
- USS „Flamingo” (AM 32)
- USS „Penguin” (AM 33)
- USS „Swan” (AM 34)
- USS „Whippoorwill” (AM 35)
- USS „Bittern” (AM 36)
- USS „Sanderling” (AM 37)
- USS „Auk” (AM 38)
- USS „Chewink” (AM 39)
- USS „Cormorant” (AM 40)
- USS „Gannet” (AM 41)
- USS „Goshawk” (AM 42)
- USS „Grebe” (AM 43)
- USS „Mallard” (AM 44)
- USS „Ortolan” (AM 45)
- USS „Peacock” (AM 46)
- USS „Pigeon” (AM 47)
- USS „Redwing” (AM 48)
- USS „Sandpiper” (AM 51)
- USS „Vireo” (AM 52)
- USS „Warbler” (AM 53)
- USS „Willet” (AM 54)
- USS „Osprey” (AM 56)
- USS „Auk” (AM 57)
- USS „Broadbill” (AM 58)
- USS „Chickadee” (AM 59)
- USS „Nuthatch” (AM 60)
- USS „Pheasant” (AM 61)
- USS „Sheldrake” (AM 62)
- USS „Skylark” (AM 63)
- USS „Starling” (AM 64)
- USS „Swallow” (AM 65)
- USS „Bullfinch” (AM 66)
- USS „Cardinal” (AM 67)
- USS „Catbird” (AM 68)
- USS „Curlew” (AM 69)
- USS „Flicker” (AM 70)
- USS „Albatross” (AM 71)
- USS „Bluebird” (AM 72)
- USS „Grackle” (AM 73)
- USS „Gull” (AM 74)
- USS „Kite” (AM 75)
- USS „Linnet” (AM 76)
- USS „Goldfinch” (AM 77)
- USS „Goldcrest” (AM 78)
- USS „Goshawk” (AM 79)
- USS „Goldcrest” (AM 80)
- USS „Ghaffinch” (AM 81)
- USS „Adroit” (AM 82)
- USS „Advent” (AM 83)
- USS „Annoy” (AM 84)
- USS „Conflict” (AM 85)
- USS „Constant” (AM 86)
- USS „Despite” (AM 89)
- USS „Direct” (AM 90)
- USS „Dynamic” (AM 91)
- USS „Engage” (AM 93)
- USS „Excel” (AM 94)
- USS „Exploit” (AM 95)
- USS „Fidelity” (AM 96)
- USS „Fierce” (AM 97)
- USS „Firm” (AM 98)
- USS „Force” (AM 99)
- USS „Heed” (AM 100)
- USS „Herald” (AM 101)
- USS „Motive” (AM 102)
- USS „Oracle” (AM 103)
- USS „Pilot” (AM 104)
- USS „Pioneer” (AM 105)
- USS „Portent” (AM 106)
- USS „Prevail” (AM 107)
- USS „Pursuit” (AM 108)
- USS „Requisite” (AM 109)
- USS „Revenge” (AM 110)
- USS „Sage” (AM 111)
- USS „Seer” (AM 112)
- USS „Sentinel” (AM 113)
- USS „Skill” (AM 115)
- USS „Speed” (AM 116)
- USS „Strive” (AM 117)
- USS „Steady” (AM 118)
- USS „Sustain” (AM 119)
- USS „Sway” (AM 120)
- USS „Swerve” (AM 121)
- USS „Swift” (AM 122)
- USS „Symbol” (AM 123)
- USS „Threat” (AM 124)
- USS „Tide” (AM 125)
- USS „Tumult” (AM 127)
- USS „Velocity” (AM 128)
- USS „Vital” (AM 129)
- USS „Usage” (AM 130)
- USS „Zeal” (AM 131)
- USS „Captor” (AM 132)
- USS „Hawk” (AM 133)
- USS „Ibis” (AM 134)
- USS „Merganser” (AM 135)
- USS „Admirable” (AM 136)
- USS „Adopt” (AM 137)
- USS „Advocate” (AM 138)
- USS „Agent” (AM 139)
- USS „Alarm” (AM 140)
- USS „Alchemy” (AM 141)
- USS „Apex” (AM 142)
- USS „Arcade” (AM 143)
- USS „Arch” (AM 144)
- USS „Armada” (AM 145)
- USS „Aspire” (AM 146)
- USS „Assail” (AM 147)
- USS „Astute” (AM 148)
- USS „Augury” (AM 149)
- USS „Barrier” (AM 150)
- USS „Bombard” (AM 151)
- USS „Bond” (AM 152)
- USS „Buoyant” (AM 153)
- USS „Candid” (AM 154)
- USS „Capable” (AM 155)
- USS „Captivate” (AM 156)
- USS „Caravan” (AM 157)
- USS „Caution” (AM 158)
- USS „Change” (AM 159)
- USS „Clamour” (AM 160)
- USS „Climax” (AM 161)
- USS „Compel” (AM 162)
- USS „Concise” (AM 163)
- USS „Control” (AM 164)
- USS „Counsel” (AM 165)
- AM 166 do AM 213   anulowane
- USS „Craig” (AM 214)
- USS „Cruise” (AM 215)
- USS „Deft” (AM 216)
- USS „Delegate” (AM 217)
- USS „Density” (AM 218)
- USS „Design” (AM 219)
- USS „Device” (AM 220)
- USS „Diploma” (AM 221)
- USS „Disdain” (AM 222)
- USS „Dour” (AM 223)
- USS „Eager” (AM 224)
- USS „Elusive” (AM 225)
- USS „Embattle” (AM 226)
- USS „Embroil” (AM 227)
- USS „Enhance” (AM 228)
- USS „Equity” (AM 229)
- USS „Esteem” (AM 230)
- USS „Event” (AM 231)
- USS „Execute” (AM 232)
- USS „Facility” (AM 233)
- USS „Fancy” (AM 234)
- USS „Fixity” (AM 235)
- USS „Flame” (AM 236)
- USS „Fortify” (AM 237)
- USS „Garland” (AM 238)
- USS „Gayety” (AM 239)
- USS „Hazard” (AM 240)
- USS „Hilarity” (AM 241)
- USS „Inaugural” (AM 242)
- USS „Illusive” (AM 243)
- USS „Imbue” (AM 244)
- USS „Impervious” (AM 245)
- USS „Implicit” (AM 246)
- USS „Improve” (AM 247)
- USS „Incessant” (AM 248)
- USS „Incredible” (AM 249)
- USS „Indicative” (AM 250)
- USS „Inflict” (AM 251)
- USS „Instill” (AM 252)
- USS „Intrique” (AM 253)
- USS „Invade” (AM 254)
- USS „Jubilant” (AM 255)
- USS „Knave” (AM 256)
- USS „Lance” (AM 257)
- USS „Logic” (AM 258)
- USS „Lucid” (AM 259)
- USS „Magnet” (AM 260)
- USS „Mainstay” (AM 261)
- USS „Marvel” (AM 262)
- USS „Measure” (AM 263)
- USS „Method” (AM 264)
- USS „Mirth” (AM 265)
- USS „Nimble” (AM 266)
- USS „Notable” (AM 267)
- USS „Nucleus” (AM 268)
- USS „Opponent” (AM 269)
- USS „Palisade” (AM 270)
- USS „Penetrate” (AM 271)
- USS „Peril” (AM 272)
- USS „Phantom” (AM 273)
- USS „Pinnacle” (AM 274)
- USS „Pirate” (AM 275)
- USS „Pivot” (AM 276)
- USS „Pledge” (AM 277)
- USS „Project” (AM 278)
- USS „Prime” (AM 279)
- USS „Prowess” (AM 280)
- USS „Quest” (AM 281)
- USS „Rampart” (AM 282)
- USS „Rebel” (AM 284)
- USS „Recruit” (AM 285)
- USS „Reform” (AM 286)
- USS „Refresh” (AM 287)
- USS „Reign” (AM 288)
- USS „Report” (AM 289)
- USS „Reproof” (AM 290)
- USS „Risk” (AM 291)
- USS „Rival” (AM 292)
- USS „Sagacity” (AM 293)
- USS „Salute” (AM 294)
- USS „Saunter” (AM 295)
- USS „Scout” (AM 296)
- USS „Scrimmage” (AM 297)
- USS „Scuffle” (AM 298)
- USS „Sentry” (AM 299)
- USS „Serene” (AM 300)
- USS „Shelter” (AM 301)
- USS „Signet” (AM 302)
- USS „Skirmish” (AM 303)
- USS „Skurry” (AM 304)
- USS „Spectacle” (AM 305)
- USS „Spector” (AM 306)
- USS „Staunch”(AM 307)
- USS „Strategy” (AM 308)
- USS „Strength” (AM 309)
- USS „Success” (AM 310)
- USS „Superior” (AM 311)
- USS „Champion” (AM 314)
- USS „Chief” (AM 315)
- USS „Competent” (AM 316)
- USS „Defense” (AM 317)
- USS „Devasator” (AM 318)
- USS „Gladiator” (AM 319)
- USS „Impeccable” (AM 320)
- HMS „Elfreda” (AM 321)
- USS „Spear” (AM 322)
- USS „Triumph” (AM 323)
- USS „Vigilance” (AM 324)
- HMS „Antares”(AM 325)
- HMS „Arcturus” (AM 326)
- HMS „Aries” (AM 327)
- HMS „Clinton” (AM 328)
- HMS „Friendship” (AM 329)
- USS „Gozo” (AM 330)
- USS „Lightfoot” (AM 331)
- HMS „Melita” (AM 332)
- HMS „Octavia” (AM 333)
- HMS „Persian” (AM 334)
- HMS „Postillion” (AM 335)
- HMS „Skipjack” (AM 336)
- HMS „Trisbe” (AM 337)
- HMS „True Love” (AM 338)
- HMS „Welfare” (AM 339)
- USS „Ardent” (AM 340)
- USS „Dextrous” (AM 341)
- USS „Adjutant” (AM 351)
- USS „Bittern” (AM 352)
- USS „Beakhorn” (AM 353)
- USS „Cariama” (AM 354)
- USS „Creddock” (AM 356)
- USS „Dipper” (AM 357)
- USS „Dotterel” (AM 358)
- USS „Driver” (AM 360)
- USS „Dunlin” (AM 361)
- USS „Gadwall” (AM 362)
- USS „Gavia” (AM 363)
- USS „Graylag” (AM 364)
- USS „Harlequin” (AM 365)
- USS „Harrier” (AM 366)
- USS „Hummer” (AM 367)
- USS „Jackdaw” (AM 368)
- USS „Merdick” (AM 369)
- USS „Minah” (AM 370)
- USS „Minivet” (AM 371)
- USS „Murrelet” (AM 372)
- USS „Peregrine” (AM 373)
- USS „Pigeon” (AM 374)
- USS „Pochard” (AM 375)
- USS „Ptarmigan” (AM 376)
- USS „Quail” (AM 377)
- USS „Redstart” (AM 378)
- USS „Roselle” (AM 379)
- USS „Ruddy” (AM 380)
- USS „Scoter” (AM 381)
- USS „Shoveler” (AM 382)
- USS „Surfbird” (AM 383)
- USS „Sprig” (AM 384)
- USS „Tanager” (AM 385)
- USS „Tercel” (AM 386)
- USS „Toucan” (AM 387)
- USS „Towhee” (AM 388)
- USS „Waxwing” (AM 389)
- USS „Wheatear” (AM 390)
- USS „Albatross” (AM 391)
- USS „Cardinal” (AM 393)
- USS „Firecrest” (AM 394)
- USS „Goldfinch” (AM 395)
- USS „Grackle” (AM 396)
- USS „Grosbeak” (AM 397)
- USS „Grouse” (AM 398)
- USS „Gull” (AM 399)
- USS „Hawk” (AM 400)
- USS „Hummer” (AM 401)
- USS „Jackdaw” (AM 402)
- USS „Kite” (AM 403)
- USS „Longspur” (AM 404)
- USS „Merganser” (AM 405)
- USS „Osprey” (AM-406)
- USS „Partridge” (AM-407)
- USS „Plover” (AM-408)
- USS „Redhead” (AM-409)
- USS „Sanderling” (AM-410)
- USS „Scaup” (AM-411)
- USS „Waxbill” (AM-414)
- USS „Bluebird” (AM-415)
- USS „Flicker” (AM-416)
- USS „Linnet” (AM-417)
- USS „Magpie” (AM-418)
- USS „Parrakeet” (AM-419)
- USS „Pipit” (AM-420)
- USS „Agile” (AM-421/MSO 421)
- USS „Aggressive” (AM-422/MSO 422)
- USS „Avenge” (AM 423)
- USS „Bold” (AM-424/MSO-424)
- USS „Bulwark” (AM-425/MSO-425)
- USS „Conflict” (AM-426/MSO-426)
- USS „Constant” (AM-427)
- USS „Dash” (AM-428)
- USS „Detector” (AM-429)
- USS „Direct” (AM-430)
- USS „Dominant” (AM-431)
- USS „Engage” (AM-433)
- USS „Embattle” (AM 434)
- USS „Endurance” (AM 435)
- USS „Energy” (AM 436)
- USS „Enhance” (AM 437)
- USS „Esteem” (AM 438)
- USS „Excel” (AM 439)
- USS „Exploit” (AM 440)
- USS „Exultant” (AM 441)
- USS „Fearless” (AM-442/MSO-442)
- USS „Fidelity” (AM 443)
- USS „Firm” (AM 444)
- USS „Force” (AM 445)
- USS „Fortify” (AM 446)
- USS „Guide” (AM 447)
- USS „Illusive” (AM 448)
- USS „Impervious” (AM 449)
- USS „Implicit” (AM 455)
- USS „Inflict” (AM 456)
- USS „Loyalty” (AM 457)
- USS „Lucid” (AM 458)
- USS „Nimble” (AM 459)
- USS „Notable” (AM 460)
- USS „Pinnacle” (AM 461)
- USS „Pinnacle” (AM 462)
- USS „Pivot” (AM 463)
- USS „Pluck” (AM-464)
- USS „Prestige” (AM-465)
- USS „Prime” (AM-466)
- USS „Reaper” (AM-467)
- USS „Rival” (AM-468)
- USS „Sagacity” (AM-469)
- USS „Salute” (AM-470)
- USS „Skill” (AM-471)
- USS „Valour” (AM-472)
- USS „Vigor” (AM-473)
- USS „Vital” (AM-474)
- USS „Conquest” (AM-488)
- USS „Gallant” (AM-489/MSO-489)
- USS „Leader” (AM-490)
- USS „Pledge” (AM-492)
- USS „Stalwart” (AM-493)
- USS „Sturdy” (AM-494)
- USS „Swerve” (AM-495)
- USS „Venture” (AM-496)
- USS „Acme” (AM-508)
- USS „Adroit” (AM-509)
- USS „Advance” (AM-510/MSO-510)
- USS „Affray” (AM-511/MSO-511)
- USS „Ability” (AM-519/MSO-519)
- USS „Alacrity” (AM-520/MSO-520)
- USS „Assurance” (AM-521)

## Trałowce brytyjskie
- USS „Gazelle” (BAM 17)
- USS „Gorgon” (BAM 18)
- USS „Grecian” (BAM 19)
- USS „Jasper” (BAM 29)

## Trałowce przybrzeżne
- USS „Pipit” (AMc 1)
- USS „Magpie” (AMc 2)
- USS „Plover” (AMc 3)
- USS „Goshawk” (AMc 4)
- USS „Kestrel” (AMc 5)
- USS „Heath Hen” (AMc 6)
- USS „Bunting” (AMc 7)
- USS „Cockatoo” (AMc 8)
- USS „Crossbill” (AMc 9)
- USS „Longspur” (AMc 10)
- USS „Sanderling” (AMc 11)
- USS „Grouse” (AMc 12)
- USS „Hornbill” (AMc 13)
- USS „Condor” (AMc 14)
- USS „Waxbill” (AMc 15)
- USS „Chatterer” (AMc 16)
- USS „Pintail” (AMc 17)
- USS „Nightingale” (AMc 18)
- USS „Grosbeak” (AMc 19)
- USS „Crow” (AMc 20)
- USS „Flamingo” (AMc 22)
- USS „Kildeer” (AMc 21)
- USS „Bluejay” (AMc 23)
- USS „Egret” (AMc 24)
- USS „Canary” (AMc 25)
- USS „Hummingbird” (AMc 26)
- USS „Frigate Bird” (AMc 27)
- USS „Mockingbird” (AMc 28)
- USS „Puffin”(AMc 29)
- USS „Reedbird” (AMc 30)
- USS „Sparrow” (AMc 31)
- USS „Courser” (AMc 32)
- USS „Firecrest” (AMc 33)
- USS „Parrakeet” (AMc 34)
- USS „Roadrunner” (AMc 35)
- USS „Accentor” (AMc-36)
- USS „Bateleur” (AMc 37)
- USS „Barbet” (AMc 38)
- USS „Brambling” (AMc 39)
- USS „Caracara” (AMc 40)
- USS „Chachalaga” (AMc 41)
- USS „Chimango” (AMc 42)
- USS „Cotinga” (AMc 43)
- USS „Courlan” (AMc 44)
- USS „Develin” (AMc 45)
- USS „Fulmar” (AMc 46)
- USS „Jacmar” (AMc 47)
- USS „Limpkin” (AMc 48)
- USS „Lorikeet” (AMc 49)
- USS „Marabout” (AMc 50)
- USS „Ostrich” (AMc 51)
- USS „Roller” (AMc 52)
- USS „Skimmer” (AMc 53)
- USS „Tapacola” (AMc 54)
- USS „Turaco” (AMc 55)
- USS „Kingbird” (AMc 56)
- USS „Phoebe” (AMc 57)
- USS „Rhea” (AMc 58)
- USS „Ruff” (AMc 59)
- USS „Chanticleer” (AMc 60)
- USS „Acme” (AMc 61)
- USS „Adamant” (AMc 62)
- USS „Advance” (AMc 63)
- USS „Aggressor” (AMc 64)
- USS „Assertive” (AMc 65)
- USS „Avenge” (AMc 66)
- USS „Bold” (AMc 67)
- USS „Bulwark” (AMc 68)
- USS „Combat” (AMc 69)
- USS „Conqueror” (AMc 70)
- USS „Courier” (AMc 72)
- USS „Defiance” (AMc 73)
- USS „Demand” (AMc 74)
- USS „Detector” (AMc 75)
- USS „Dominant” (AMc 76)
- USS „Endurance” (AMc 77)
- USS „Energy” (AMc 78)
- USS „Exultant” (AMc 79)
- USS „Endurance” (AMc 77)
- USS „Energy” (AMc 78)
- USS „Exultant” (AMc 79)
- USS „Fearless” (AMc 80)
- USS „Fortitude” (AMc 81)
- USS „Governor” (AMc 82)
- USS „Guide” (AMc 83)
- USS „Heroic” (AMc 84)
- USS „Ideal” (AMc 85)
- USS „Industry” (AMc 86)
- USS „Liberator” (AMc 87)
- USS „Loyal” (AMc 88)
- USS „Memorable” (AMc 89)
- USS „Merit” (AMc 90)
- USS „Observer” (AMc 91)
- USS „Paramount” (AMc 92)
- USS „Peerless” (AMc 93)
- USS „Pluck” (AMc 94)
- USS „Positive” (AMc 95)
- USS „Power” (AMc 96)
- USS „Prestige” (AMc 97)
- USS „Progress” (AMc 98)
- USS „Radiant” (AMc 99)
- USS „Reliable” (AMc 100)
- USS „Rocket” (AMc 101)
- USS „Royal” (AMc 102)
- USS „Security” (AMc 103)
- USS „Skipper” (AMc 104)
- USS „Stalwart” (AMc 105)
- USS „Summit” (AMc 106)
- USS „Trident” (AMc 107)
- USS „Valor” (AMc 108)
- USS „Victor” (AMc 109)
- USS „Vigor” (AMc 110)
- USS „Agile” (AMc 111)
- USS „Affray” (AMc 112)
- USS „Minah” (AMc 204)

- - Uwaga: Dla AMc 113-295, zobacz AM 136-318.

- USS „Bittern” (MHC-43)
- USS „Merganser” (MHC-47)
- USS „Osprey” (MHC-51)
- USS „Heron” (MHC-52)
- USS „Pelican” (MHC-53)
- USS „Robin” (MHC-54)
- USS „Oriole” (MHC-55)
- USS „Kingfisher” (MHC-56)
- USS „Cormorant” (MHC-57)
- USS „Black Hawk” (MHC-58)
- USS „Falcon” (MHC-59)
- USS „Cardinal” (MHC-60)
- USS „Raven” (MHC-61)
- USS „Shrike” (MHC-62)

## Trałowce oceaniczne
- USS „Courser” (AMS-6)
- USS „Curlew” (AMS-8)
- USS „Flicker” (AMS-9)
- USS „Firecrest” (AMS-10)
- USS „Flamingo” (AMS-11)
- USS „Merganser” (AMS-26)
- USS „Mockingbird” (AMS-27)
- USS „Chatterer” (AMS-40)
- USS „Fulmar” (AMS-47)
- USS „Dotterel” (AMS-72)
- USS „Bluebird” (AMS-121)
- USS „Cormorant” (AMS-122)
- USS „Falcon” (AMS-190)
- USS „Frigate Bird” (AMS-191)
- USS „Hummingbird” (AMS-192)
- USS „Jacana” (AMS-193)
- USS „Kingbird” (AMS-194)
- USS „Limpkin” (AMS-195)
- USS „Meadowlark” (AMS-196)
- USS „Peacock” (AMS-198)
- USS „Phoebe” (AMS-199)
- USS „Redwing” (AMS-200)
- USS „Shrike” (AMS-201)
- USS „Spoonbill” (AMS-202)
- USS „Whippoorwill” (AMS-207)
- USS „Widgeon” (AMS-208)
- USS „Albatross” (AMS-289)
- USS „Gannett” (AMS-290)
- HSV-2 Swift

## Trałowce stoczniowe
- USS „YMS 1”
- USS „YMS 2”
- USS „YMS 3”
- USS „YMS 4”
- USS „YMS 5”
- USS „YMS 6”
- USS „YMS 7”
- USS „YMS 8”
- USS „YMS 9”
- USS „YMS 10”
- USS „YMS 11”
- USS „YMS 12”
- USS „YMS 13”
- USS „YMS 14”
- USS „YMS 15”
- USS „YMS 16”
- USS „YMS 17”
- USS „YMS 18”
- USS „YMS 19”
- USS „YMS 20”
- USS „YMS 21”
- USS „YMS 22”
- USS „YMS 23”
- USS „YMS 24”
- USS „YMS 25”
- USS „YMS 26”
- USS „YMS 27”
- USS „YMS 28”
- USS „YMS 29”
- USS „YMS 30”
- USS „YMS 31”
- USS „YMS 32”
- USS „YMS 33”
- USS „YMS 34”
- USS „YMS 35”
- USS „YMS 36”
- USS „YMS 37”
- USS „YMS 38”
- USS „YMS 39”
- USS „YMS 40”
- USS „YMS 41”
- USS „YMS 42”
- USS „YMS 43”
- USS „YMS 44”
- USS „YMS 45”
- USS „YMS 46”
- USS „YMS 47”
- USS „YMS 48”
- USS „YMS 49”
- USS „YMS 50”
- USS „YMS 51”
- USS „YMS 52”
- USS „YMS 53”
- USS „YMS 54”
- USS „YMS 55”
- USS „YMS 56”
- USS „YMS 57”
- USS „YMS 58”
- USS „YMS 59”
- USS „YMS 60”
- USS „YMS 61”
- USS „YMS 62”
- USS „YMS 63”
- USS „YMS 64”
- USS „YMS 65”
- USS „YMS 66”
- USS „YMS 67”
- USS „YMS 68”
- USS „YMS 69”
- USS „YMS 70”
- USS „YMS 71”
- USS „YMS 72”
- USS „YMS 73”
- USS „YMS 74”
- USS „YMS 75”
- USS „YMS 76”
- USS „YMS 77”
- USS „YMS 78”
- USS „YMS 79”
- USS „YMS 80”
- USS „YMS 81”
- USS „YMS 82”
- USS „YMS 83”
- USS „YMS 84”
- USS „YMS 85”
- USS „YMS 86”
- USS „YMS 87”
- USS „YMS 88”
- USS „YMS 89”
- USS „YMS 90”
- USS „YMS 91”
- USS „YMS 92”
- USS „YMS 93”
- USS „YMS 94”
- USS „YMS 95”
- USS „YMS 96”
- USS „YMS 97”
- USS „YMS 98”
- USS „YMS 99”
- USS „YMS 100”
- USS „YMS 101”
- USS „YMS 102”
- USS „YMS 103”
- USS „YMS 104”
- USS „YMS 105”
- USS „YMS 106”
- USS „YMS 107”
- USS „YMS 108”
- USS „YMS 109”
- USS „YMS 110”
- USS „YMS 111”
- USS „YMS 112”
- USS „YMS 113”
- USS „YMS 114”
- USS „YMS 115”
- USS „YMS 116”
- USS „YMS 117”
- USS „YMS 118”
- USS „YMS 119”
- USS „YMS 120”
- USS „YMS 121”
- USS „YMS 122”
- USS „YMS 123”
- USS „YMS 124”
- USS „YMS 125”
- USS „YMS 126”
- USS „YMS 127”
- USS „YMS 128”
- USS „YMS 129”
- USS „YMS 130”
- USS „YMS 131”
- USS „YMS 132”
- USS „YMS 133”
- USS „YMS 134”
- USS „YMS 135”
- USS „YMS 136”
- USS „YMS 137”
- USS „YMS 138”
- USS „YMS 139”
- USS „YMS 140”
- USS „YMS 141”
- USS „YMS 142”
- USS „YMS 143”
- USS „YMS 144”
- USS „YMS 145”
- USS „YMS 146”
- USS „YMS 147”
- USS „YMS 148”
- USS „YMS 149”
- USS „YMS 150”
- USS „YMS 151”
- USS „YMS 152”
- USS „YMS 153”
- USS „YMS 154”
- USS „YMS 155”
- USS „YMS 156”
- USS „YMS 157”
- USS „YMS 158”
- USS „YMS 159”
- USS „YMS 160”
- USS „YMS 161”
- USS „YMS 162”
- USS „YMS 163”
- USS „YMS 164”
- USS „YMS 165”
- USS „YMS 166”
- USS „YMS 167”
- USS „YMS 168”
- USS „YMS 169”
- USS „YMS 170”
- USS „YMS 171”
- USS „YMS 172”
- USS „YMS 173”
- USS „YMS 174”
- USS „YMS 175”
- USS „YMS 176”
- USS „YMS 177”
- USS „YMS 178”
- USS „YMS 179”
- USS „YMS 180”
- USS „YMS 181”
- USS „YMS 182”
- USS „YMS 183”
- USS „YMS 184”
- USS „YMS 185”
- USS „YMS 186”
- USS „YMS 187”
- USS „YMS 188”
- USS „YMS 189”
- USS „YMS 190”
- USS „YMS 191”
- USS „YMS 192”
- USS „YMS 193”
- USS „YMS 194”
- USS „YMS 195”
- USS „YMS 196”
- USS „YMS 197”
- USS „YMS 198”
- USS „YMS 199”
- USS „YMS 200”
- USS „YMS 201”
- USS „YMS 202”
- USS „YMS 203”
- USS „YMS 204”
- USS „YMS 205”
- USS „YMS 206”
- USS „YMS 207”
- USS „YMS 208”
- USS „YMS 209”
- USS „YMS 211”
- USS „YMS 212”
- USS „YMS 213”
- USS „YMS 214”
- USS „YMS 215”
- USS „YMS 216”
- USS „YMS 217”
- USS „YMS 218”
- USS „YMS 219”
- USS „YMS 220”
- USS „YMS 221”
- USS „YMS 222”
- USS „YMS 223”
- USS „YMS 224”
- USS „YMS 225”
- USS „YMS 226”
- USS „YMS 227”
- USS „YMS 228”
- USS „YMS 229”
- USS „YMS 230”
- USS „YMS 231”
- USS „YMS 232”
- USS „YMS 233”
- USS „YMS 234”
- USS „YMS 235”
- USS „YMS 236”
- USS „YMS 237”
- USS „YMS 238”
- USS „YMS 239”
- USS „YMS 240”
- USS „YMS 241”
- USS „YMS 242”
- USS „YMS 243”
- USS „YMS 244”
- USS „YMS 245”
- USS „YMS 246”
- USS „YMS 247”
- USS „YMS 248”
- USS „YMS 249”
- USS „YMS 250”
- USS „YMS 251”
- USS „YMS 252”
- USS „YMS 253”
- USS „YMS 254”
- USS „YMS 255”
- USS „YMS 256”
- USS „YMS 257”
- USS „YMS 258”
- USS „YMS 259”
- USS „YMS 260”
- USS „YMS 261”
- USS „YMS 262”
- USS „YMS 263”
- USS „YMS 264”
- USS „YMS 265”
- USS „YMS 266”
- USS „YMS 267”
- USS „YMS 268”
- USS „YMS 269”
- USS „YMS 270”
- USS „YMS 271”
- USS „YMS 272”
- USS „YMS 273”
- USS „YMS 274”
- USS „YMS 275”
- USS „YMS 276”
- USS „YMS 277”
- USS „YMS 278”
- USS „YMS 279”
- USS „YMS 280”
- USS „YMS 281”
- USS „YMS 282”
- USS „YMS 283”
- USS „YMS 284”
- USS „YMS 285”
- USS „YMS 286”
- USS „YMS 287”
- USS „YMS 288”
- USS „YMS 289”
- USS „YMS 290”
- USS „YMS 291”
- USS „YMS 292”
- USS „YMS 293”
- USS „YMS 294”
- USS „YMS 295”
- USS „YMS 296”
- USS „YMS 297”
- USS „YMS 298”
- USS „YMS 299”
- USS „YMS 300”
- USS „YMS 301”
- USS „YMS 302”
- USS „YMS 303”
- USS „YMS 304”
- USS „YMS 305”
- USS „YMS 306”
- USS „YMS 307”
- USS „YMS 308”
- USS „YMS 309”
- USS „YMS 310”
- USS „YMS 311”
- USS „YMS 312”
- USS „YMS 313”
- USS „YMS 314”
- USS „YMS 315”
- USS „YMS 316”
- USS „YMS 317”
- USS „YMS 318”
- USS „YMS 319”
- USS „YMS 320”
- USS „YMS 321”
- USS „YMS 322”
- USS „YMS 323”
- USS „YMS 324”
- USS „YMS 325”
- USS „YMS 326”
- USS „YMS 327”
- USS „YMS 328”
- USS „YMS 329”
- USS „YMS 330”
- USS „YMS 331”
- USS „YMS 332”
- USS „YMS 333”
- USS „YMS 334”
- USS „YMS 335”
- USS „YMS 336”
- USS „YMS 337”
- USS „YMS 338”
- USS „YMS 339”
- USS „YMS 340”
- USS „YMS 341”
- USS „YMS 342”
- USS „YMS 343”
- USS „YMS 344”
- USS „YMS 345”
- USS „YMS 346”
- USS „YMS 347”
- USS „YMS 348”
- USS „YMS 349”
- USS „YMS 350”
- USS „YMS 351”
- USS „YMS 352”
- USS „YMS 353”
- USS „YMS 354”
- USS „YMS 355”
- USS „YMS 356”
- USS „YMS 357”
- USS „YMS 358”
- USS „YMS 359”
- USS „YMS 360”
- USS „YMS 361”
- USS „YMS 362”
- USS „YMS 363”
- USS „YMS 364”
- USS „YMS 365”
- USS „YMS 366”
- USS „YMS 367”
- USS „YMS 368”
- USS „YMS 369”
- USS „YMS 370”
- USS „YMS 371”
- USS „YMS 372”
- USS „YMS 373”
- USS „YMS 374”
- USS „YMS 375”
- USS „YMS 376”
- USS „YMS 377”
- USS „YMS 378”
- USS „YMS 379”
- USS „YMS 380”
- USS „YMS 381”
- USS „YMS 382”
- USS „YMS 383”
- USS „YMS 384”
- USS „YMS 385”
- USS „YMS 386”
- USS „YMS 387”
- USS „YMS 388”
- USS „YMS 389”
- USS „YMS 390”
- USS „YMS 391”
- USS „YMS 392”
- USS „YMS 393”
- USS „YMS 394”
- USS „YMS 395”
- USS „YMS 396”
- USS „YMS 397”
- USS „YMS 398”
- USS „YMS 399”
- USS „YMS 400”
- USS „YMS 401”
- USS „YMS 402”
- USS „YMS 403”
- USS „YMS 404”
- USS „YMS 405”
- USS „YMS 406”
- USS „YMS 407”
- USS „YMS 408”
- USS „YMS 409”
- USS „YMS 410”
- USS „YMS 411”
- USS „YMS 412”
- USS „YMS 413”
- USS „YMS 414”
- USS „YMS 415”
- USS „YMS 416”
- USS „YMS 417” (przemianowany USS „Merganser” (AMS-26))
- USS „YMS 418”
- USS „YMS 419” (przemianowany USS „Mockingbird” (AMS-27))
- USS „YMS 420”
- USS „YMS 421”
- USS „YMS 422”
- USS „YMS 422”
- USS „YMS 423”
- USS „YMS 425”
- USS „YMS 426”
- USS „YMS 427”
- USS „YMS 428”
- USS „YMS 429”
- USS „YMS 430”
- USS „YMS 431”
- USS „YMS 432”
- USS „YMS 433”
- USS „YMS 434”
- USS „YMS 435”
- USS „YMS 436”
- USS „YMS 437”
- USS „YMS 438”
- USS „YMS 439”
- USS „YMS 440”
- USS „YMS 441”
- USS „YMS 442”
- USS „YMS 443”
- USS „YMS 444”
- USS „YMS 445”
- USS „YMS 446”
- USS „YMS 447”
- USS „YMS 448”
- USS „YMS 449”
- USS „YMS 450”
- USS „YMS 451”
- USS „YMS 452”
- USS „YMS 453”
- USS „YMS 454”
- USS „YMS 455”
- USS „YMS 456”
- USS „YMS 457”
- USS „YMS 458”
- USS „YMS 459”
- USS „YMS 460”
- USS „YMS 461”
- USS „YMS 462”
- USS „YMS 463”
- USS „YMS 464”
- USS „YMS 465”
- USS „YMS 466”
- USS „YMS 467”
- USS „YMS 468”
- USS „YMS 469”
- USS „YMS 470”
- USS „YMS 471”
- USS „YMS 472”
- USS „YMS 473”
- USS „YMS 474”
- USS „YMS 475”
- USS „YMS 476”
- USS „YMS 477”
- USS „YMS 478”
- USS „YMS 479”